# المجلس الدولي للأرشيف
المجلس الدولي للأرشيف هومنظمة غير حكومية دولية غير ربحية تهتم بالأرشيفات وتتوجه إلى الأرشيفيين في العالم أجمع. وهي منظمة مستقلة عن أي سلطة سياسية. وقد تأسست عام 1948 ويوجد مقرها بالعاصمة الفرنسية باريس.

شعار المجلس الدولي للأرشيف

## أهدافه
يهدف المجلس إلى تطوير التصرف والاطلاع على الوثائق والأرشيفات وكذا حفظ التراث الأرشيفي للإنسانية في العالم، من خلال تبادل التجارب والأبحاث والأفكار حول المسائل المهنية وحول التصرف وتنظيم المؤسسات الأرشيفية.
ويعمل المجلس على تحقيق الأهداف التالية:
- تشجيع ودعم تطور الأرشيفات في كل البلدان بالتعاون مع الهياكل الحكومية والمنظمات الدولية غير الحكومية.
- تطوير وتنظيم وتنسيق الممارسات الجيدة والمواصفات، وكذا أنشطة أخرى في ميدان التصرف في الوثائق والأرشيف.
- إقامة وتمتين العلاقات بين الأرشيفيين من كل البلدان وبين كل المؤسسات والهياكل المهنية وغيرها سواء كانت عمومية وخاصة أنى كان مقرها والتي تكون أنشطتها ذات علاقة بإدارة وحفظ الوثائق والأرشيف أو التكوين المهني للأرشيفيين وخاصة عن طريق تبادل المعلومات.
- تسهيل استعمال الوثائق الأرشيفية بالتعريف بمحتواها على أوسع نطاق وتسهيل النفاد إليها.

## العضوية
المجلس الدولي للأرشيف هو منظمة غير حكومية بمعنى أنه لا يضم دولا وإنما مؤسسات وجمعيات أرشيفية، كما أنه يضم الأفراد من العاملين في ميدان الأرشيف.
ويضم المجلس شبكة عالمية تتكون من أكثر من 1400 مؤسسة عضو من 190 دولة، ويعد أكثر من 200 أرشيفي بصفتهم الشخصية.

## هياكله
- المؤتمر الدولي للأرشيف: يجتمع مرة كل أربع سنوات في المكان والزمان الذين تحددهما الجلسة العامة.
- الجلسة العامة: وتجتمع سنويا في الحالات العادية ويمكن أن تجتمع استثنائيا بدعوة من الرئيس واللجنة التنفيذية أو بدعوة من ثلثي الأعضاء من مؤسسات وجمعيات. وتضم ممثلي المؤسسات والجمعيات والمسؤولين المنتخبين وأعضاء اللجنة التنفيذية ومكتب الندوة الدولية للمائدة المستديرة للأرشيف والسكرتير العام ومساعده. وتضبط الجلسة العامة التوجهات الإستراتيجية للمجلس وتنظر في الأمور المتعلقة بإدارته وبأنشطته. وتصادق على تقرير الرئيس حول أنشطة المجلس وتسمي السكرتير العام واللجنة التنفيذية وتستمع إلى التقرير المالي الذي يقدمه نائب الرئيس وتصادق على الحسابات التي يراجعها خبير محتسب. وتصوت على الميزانية وتقرر بخصوص اشتراك العضوية. وتوافق على التغييرات على القانون الأساسي.

رئيس المجلس يرأس الاجتماعات والجلسة العامة والمكتب والندوة الدولية للمائدة المستديرة للأرشيف.
- اللجنة التنفيذية: تتركب من المكتب ورؤساء الفروع ورؤساء الأقسام التي يتبعها أعضاء من أربعة فروع على الأقل. وهي مسؤولة عن سير السياسات والبرنامج المصادق عليه من قبل الجلسة العامة. وهي التي تسمي السكرتير العام ومساعده أو مساعديه والمسؤول عن الانتخابات وأعضاء مجلس الإدارة للرصيد الدولي لتنمية الأرشيف (FIDA).
- مكتب اللجنة التنفيذية: يتكون من رئيس ونائب رئيس الندوة الدولية للمائدة المستديرة للأرشيف ونائب رئيس المؤتمر ونائب الرئيس المكلف بالمالية ونائب الرئيس المكلف بالتسويق والتطوير ونائب الرئيس المكلف بالبرنامج ونائب الرئيس الممثل للجمعيات ونائب الرئيس الممثل للفروع الإقليمية ونائب الرئيس الممثل للأقسام ورئيس فرع إقليمي والسكرتير العام ونائبه وهذان الأخيران ليس لهما الحق في التصويت. والمكتب مسؤول عن كل المسائل التي فوضتها إليه اللجنة التنفيذية ومتابعة القرارات بين اجتماعي اللجنة التنفيذية. وهو مكلف بتحضير اجتماعات اللجنة التنفيذية.
- الندوة الدولية للمائدة المستديرة للأرشيف (CITRA): وتجتمع سنويا، بهدف التداول حول مسائل إستراتيجية ومهنية كبرى. ويتركب مكتب هذه الندوة من نائب رئيس مكلف بالندوة ونائب رئيس مكلف بالمالية وسكرتير عام مساعد يقوم بسكرتارية الندوة وستة أعضاء منتخبين من بينهم أربعة من الفروع الإقليمية الأربعة. ويتولى هذا المكتب تنظيم الندوات السنوية وبرنامج الندوة. ويقوم بإعداد القرارات والتوصيات للجلسة العامة بالتشاور مع لجنة البرنامج.

## فروعه
المجلس الدولي للأرشيف هو منظمة لامركزية تسيرها الجمعية العامة وتديرها لجنة تنفيذية. وتشكل فروعها منتديات إقليمية للأرشيفيين بمختلف بلدان العالم، وتضم أقسامها أرشيفيين ومؤسسات في ميادين مهنية مختلفة. وتهتم سكرتارية المجلس بإدارة المنظمة وتربط بين أعضائها والتفاعل بينهم وبين الهياكل والمنظمات الدولية الأخرى.
- أقسام لمختلف المصالح الأرشيفية : (أرشيفات المدن، أرشيفات البرلمانات، أرشيفات الشركات، أرشيفات الجامعات، أرشيفات المنظمات الدولية الخ)، وأرصدة أرشيفية (أرشيفات العدول الموثقين، أرشيفات رياضية الخ)
- فروع إقليمية : هي على التوالي : الفرع الإقليمي العربي، الفرع الإقليمي لإفريقيا الوسطى، الفرع الإقليمي لإفريقيا الشرقية والجنوبية، الفرع الإقليمي لإفريقيا الغربية، جمعية أمريكا اللاتينية للأرشيف، الشبكة الأرشيفية لأمريكا الشمالية، الفرع الإقليمي للأنتيل، الفرع الإقليمي لآسيا الشرقية، الفرع الإقليمي لجنوب شرق آسيا، الفرع الإقليمي لآسيا الجنوبية والغربية، الفرع الإقليمي الأوراسي، الفرع الإقليمي الأوربي، الفرع الإقليمي للمحيط الهادي .

بواسطة شبكة فروعه، يقوم المجلس بتبادل وإطلاق المبادرات المشتركة على مستوى إقليمي. كما بعثت أقسام لمختلف الميادين المهنية بهدف تشجيع البحث وتبادل المعلومات في ميادين متخصصة وتضم هذه الأقسام مسيري الجمعيات المهنية والمكونين والأرشيفيين بالمنظمات الدولية والبلديات والمؤسسات والنقابات والكنائس والجامعات والبرلمانات والأحزاب السياسية...

## تاريخه
تأسس المجلس الدولي للأرشيف عام 1948، إلا أن التفكير في إيجاد هيكل مماثل يعود إلى ما بعد الحرب العالمية الأولى. وقد اختيرت باريس مقرا له باعتبارها مقر اليونسكو التي تشجع على قيام منظمات غير حكومية، وفيها تأسس المجلس الدولي للأرشيف من قبل مجموعة من الخبراء. وانعقدت جلسته العامة عام 1950 في مقر اليونسكو. وكان في البداية يضم مسؤولي الأرشيفات المركزية بالبلدان الأكثر تقدما ثم انفتح شيئا فشيئا على ممثلي مختلف الأرشيفات الأخرى لمختلف بلدان العالم، إذ يجمع الجمعيات المهنية والأرشيفيين المهتمين بالبحث وتطوير وإتاحة خبراتهم في الميدان والذين يهدفون إلى تطوير وحفظ وتنمية والاطلاع على التراث الأرشيفي العالمي. ويجمع المؤسسات الوطنية للأرشيف والجمعيات المهنية للأرشيفيين والأرشيفات الإقليمية والمحلية وأرشيفات الهياكل العمومية والخاصة، كما يضم أرشيفيين بصفتهم الشخصية.

## التعاون
يواصل المجلس العمل بالتعاون مع اليونسكو والمنظمات غير الحكومية ذات الأهداف المشتركة. وتجسم التعاون الوثيق مع اليونسكو من خلال نشر برنامج التصرف في التسجيلات والأرشيف(RAMP)، وكذا من خلال دعم مشاريع أخرى.

## وصلة خارجية
المجلس الدولي للأرشيف